# Église franciscaine Saint-Pierre d'Alcántara
L'église franciscaine Saint-Pierre d'Alcántara (en hongroise : Alkantarai Szent Péter ferences templom), parfois nommée église franciscaine de Belváros (Belvárosi ferences templom) est une église catholique romaine de Budapest, située dans le quartier de Belváros sur Ferenciek tere. 
Ce site est desservi par la station Ferenciek tere :  .